# ステラリア
ステラリア（欧字名:Stellaria、2018年1月25日 - ）は、日本の競走馬。2023年の福島牝馬ステークスの勝ち馬である。
馬名の意味は、ハコベの学名。

## 戦績
2020年6月6日、阪神競馬場第5レースの2歳新馬戦（芝1600m）で、団野大成を背にデビューし3着。通弾3戦目、10月31日の京都競馬場・2歳未勝利戦（芝1800m）で初勝利を収めた。
3歳シーズンは初重賞となった2021年2月13日のクイーンカップより始動。後方から怒涛の追い込みを見せたが、アカイトリノムスメの6着に敗れる。4月11日の忘れな草賞は中団待機から上り最速の脚で差し切り、2勝目を挙げた。初のGI出走となった5月23日の優駿牝馬本番はクールキャットの2番手で積極的に運んだが、終盤失速し13着惨敗に終わった。その後は5か月ほど休養した。復帰戦となった10月17日の秋華賞は6着。年内最終戦で出走した11月14日のエリザベス女王杯は7番人気と伏兵扱いだったが、最後までしぶとく脚を伸ばし、3歳ながらアカイイトの2着に健闘した。
4歳シーズンは2022年3月13日の金鯱賞より始動し11着。4月3日の大阪杯は8着、5月8日の新潟大賞典は5着に敗れる。その後、繋靭帯炎を発症し、シーズン後半は全休した。
5歳となった2023年4月22日に福島競馬場で行われた福島牝馬ステークスで、約11か月ぶりにレースに復帰。道中は中団に待機して勝負どころで外々を回り、直線コースで鞍上の団野大成の反応に応えてグングンと脚を伸ばし、ゴール前でのビッグリボン、クリノプレミアムとの大接戦をハナ差で制して重賞初制覇を飾った。その後、5月14日のヴィクトリアマイルに出走し9着の後、5月20日に山元トレーニングセンターに放牧に出された。しかし、同所でウォーキングマシンの運動を行っていた際に右前脚の球節部に腫れが出たため、5月25日にエコー検査を受診したところ、同箇所の繋靭帯炎の再発が判明した。これを受けて、所有する社台サラブレッドクラブが同日、競走生活からの引退を発表した。同月26日付でJRAの競走馬登録を抹消され、生まれ故郷である白老ファームで繁殖牝馬となる。

## 競走成績
以下の内容は、JBISサーチおよびnetkeiba.comの情報に基づく。
| 競走日     | 競馬場 | 競走名           | 格   | 距離（馬場）  | 頭 数 | 枠 番 | 馬 番 | オッズ （人気） | 着順 | タイム （上り3F） | 着差 | 騎手        | 斤量 [kg] | 1着馬（2着馬）       | 馬体重 [kg] |
| ---------- | ------ | ---------------- | ---- | ------------- | ----- | ----- | ----- | --------------- | ---- | ----------------- | ---- | ----------- | --------- | -------------------- | ----------- |
| 2020.06.06 | 阪神   | 2歳新馬          |      | 芝1600m（良） | 10    | 4     | 4     | 002.00（1人）   | 03着 | R1:37.2（34.5）   | -0.6 | 0団野大成   | 53        | ダディーズビビッド   | 488         |
| 0000.06.27 | 阪神   | 2歳未勝利        |      | 芝1400m（良） | 13    | 6     | 9     | 001.50（1人）   | 03着 | R1:21.9（35.1）   | -0.2 | 0C.ルメール | 54        | ゴールドチャリス     | 486         |
| 0000.10.31 | 京都   | 2歳未勝利        |      | 芝1800m（良） | 13    | 4     | 4     | 001.90（1人）   | 01着 | R1:47.5（35.2）   | -0.8 | 0福永祐一   | 54        | （ショウナンアレス） | 486         |
| 0000.11.29 | 東京   | ベゴニア賞       | 1勝  | 芝1600m（良） | 10    | 1     | 1     | 002.50（1人）   | 02着 | R1:35.2（33.6）   | -0.0 | 0福永祐一   | 54        | キングストンボーイ   | 476         |
| 2021.02.13 | 東京   | クイーンC        | GIII | 芝1600m（良） | 16    | 4     | 7     | 006.50（4人）   | 06着 | R1:33.6（34.1）   | -0.3 | 0福永祐一   | 54        | アカイトリノムスメ   | 476         |
| 0000.04.11 | 阪神   | 忘れな草賞       | L    | 芝2000m（良） | 11    | 5     | 5     | 003.50（2人）   | 01着 | R1:58.0（34.3）   | -0.2 | 0福永祐一   | 54        | （エイシンヒテン）   | 482         |
| 0000.05.23 | 東京   | 優駿牝馬         | GI   | 芝2400m（良） | 18    | 8     | 18    | 010.90（5人）   | 13着 | R2:25.9（36.1）   | -1.4 | 0川田将雅   | 55        | ユーバーレーベン     | 482         |
| 0000.10.17 | 阪神   | 秋華賞           | GI   | 芝2000m（良） | 16    | 1     | 2     | 038.10（9人）   | 06着 | R2:01.7（35.7）   | -0.5 | 0武豊       | 55        | アカイトリノムスメ   | 490         |
| 0000.11.14 | 阪神   | エリザベス女王杯 | GI   | 芝2200m（良） | 17    | 3     | 5     | 025.10（7人）   | 02着 | R2:12.4（36.1）   | -0.3 | 0松山弘平   | 54        | アカイイト           | 490         |
| 2022.03.13 | 中京   | 金鯱賞           | GII  | 芝2000m（良） | 13    | 7     | 11    | 022.40（6人）   | 11着 | R1:58.4（35.0）   | -1.2 | 0M.デムーロ | 54        | ジャックドール       | 498         |
| 0000.04.03 | 阪神   | 大阪杯           | GI   | 芝2000m（良） | 16    | 6     | 11    | 074.5（10人）   | 08着 | R1:59.0（35.2）   | -0.6 | 0福永祐一   | 55        | ポタジェ             | 498         |
| 0000.05.08 | 新潟   | 新潟大賞典       | GIII | 芝2000m（良） | 15    | 5     | 9     | 006.50（2人）   | 05着 | R1:58.0（34.6）   | -0.3 | 0川須栄彦   | 54        | レッドガラン         | 496         |
| 2023.04.22 | 福島   | 福島牝馬S        | GIII | 芝1800m（良） | 15    | 2     | 2     | 013.80（8人）   | 01着 | R1:47.9（34.5）   | -0.0 | 0団野大成   | 55        | （ビッグリボン）     | 504         |
| 0000.05.14 | 東京   | ヴィクトリアM    | GI   | 芝1600m（良） | 16    | 7     | 14    | 134.7（14人）   | 09着 | R1:32.9（33.4）   | -0.7 | 0団野大成   | 56        | ソングライン         | 504         |

## 血統表
| ステラリアの血統                                   | ステラリアの血統                         | ステラリアの血統                       | （血統表の出典）                       | （血統表の出典） |
| 父系                                               | サンデーサイレンス系（ヘイロー系）       | サンデーサイレンス系（ヘイロー系）     | サンデーサイレンス系（ヘイロー系）     |                  |
| 父 キズナ 2010 青鹿毛 北海道新冠町                 | 父の父ディープインパクト 2002 鹿毛       | *サンデーサイレンス                    | Halo                                   | Halo             |
| 父 キズナ 2010 青鹿毛 北海道新冠町                 | 父の父ディープインパクト 2002 鹿毛       | *サンデーサイレンス                    | Wishing Well                           |                  |
| 父 キズナ 2010 青鹿毛 北海道新冠町                 | 父の父ディープインパクト 2002 鹿毛       | *ウインドインハーヘア                  | Alzao                                  | Alzao            |
| 父 キズナ 2010 青鹿毛 北海道新冠町                 | 父の父ディープインパクト 2002 鹿毛       | *ウインドインハーヘア                  | Burghclere                             |                  |
| 父 キズナ 2010 青鹿毛 北海道新冠町                 | 父の母*キャットクイル Catequil 1990 鹿毛 | Storm Cat                              | Storm Bird                             | Storm Bird       |
| 父 キズナ 2010 青鹿毛 北海道新冠町                 | 父の母*キャットクイル Catequil 1990 鹿毛 | Storm Cat                              | Terlingua                              |                  |
| 父 キズナ 2010 青鹿毛 北海道新冠町                 | 父の母*キャットクイル Catequil 1990 鹿毛 | Pacific Princess                       | Damascus                               | Damascus         |
| 父 キズナ 2010 青鹿毛 北海道新冠町                 | 父の母*キャットクイル Catequil 1990 鹿毛 | Pacific Princess                       | Fiji                                   |                  |
| 母 *ポリネイター Pollenator 2007 栗毛 アイルランド | 母の父Motivator 2002 鹿毛                | Montjeu                                | Sadler's Wells                         | Sadler's Wells   |
| 母 *ポリネイター Pollenator 2007 栗毛 アイルランド | 母の父Motivator 2002 鹿毛                | Montjeu                                | Floripedes                             |                  |
| 母 *ポリネイター Pollenator 2007 栗毛 アイルランド | 母の父Motivator 2002 鹿毛                | Out West                               | Gone West                              | Gone West        |
| 母 *ポリネイター Pollenator 2007 栗毛 アイルランド | 母の父Motivator 2002 鹿毛                | Out West                               | Chellingoua                            |                  |
| 母 *ポリネイター Pollenator 2007 栗毛 アイルランド | 母の母Ceanothus 1994 栗毛                | Bluebird                               | Storm Bird                             | Storm Bird       |
| 母 *ポリネイター Pollenator 2007 栗毛 アイルランド | 母の母Ceanothus 1994 栗毛                | Bluebird                               | Ivory Dawn                             |                  |
| 母 *ポリネイター Pollenator 2007 栗毛 アイルランド | 母の母Ceanothus 1994 栗毛                | Golden Bloom                           | Main Reef                              | Main Reef        |
| 母 *ポリネイター Pollenator 2007 栗毛 アイルランド | 母の母Ceanothus 1994 栗毛                | Golden Bloom                           | Daffodil Day                           |                  |
| 母系(F-No.)                                        | (FN:4-h)                                 | (FN:4-h)                               | (FN:4-h)                               |                  |
| 5代内の近親交配                                    | Storm Bird：4×4 Northern Dancer：5×5×5   | Storm Bird：4×4 Northern Dancer：5×5×5 | Storm Bird：4×4 Northern Dancer：5×5×5 |                  |
| 出典                                               | 1.                                       | 1.                                     | 1.                                     | 1.               |

- 母ポリネイターは英G2メイヒルステークス勝ち馬。
- 3代母Golden BloomからはJack Hobbs（愛ダービー、ドバイシーマクラシック）が出ている。